# كوكو (أرجيش)
كوكو هي بلدية تقع في إقليم أرجيش في رومانيا.

## السكان
حسب إحصائيات 2002 بلغ عدد سكان القرية 2,684 نسمة.